# Stade de Mata-Utu
Stade de Mata-Utu lub Stade de Kafika – wielofunkcyjny stadion w Mata Utu na Wallis i Futunie. Jest obecnie używany głównie do meczów piłki nożnej oraz zawodów lekkoatletycznych. Swoje mecze rozgrywają na nim reprezentacja Wallis i Futuny w piłce nożnej oraz drużyna piłkarska Mata-Utu FC. Stadion może pomieścić 1500 osób.